# زباد (نبات)
الزُبَّاد أو السِحاء أو الزُّبَّادى أو البالينس أو عين الثور (باللاتينية: Pallenis) جنس نباتي من الفصيلة النجمية. يضم بضعة أنواع من النباتات العشبية موطنها حوض البحر الأبيض المتوسط.

## من أنواعهالواطنةفيالوطن العربي
- الزباد البحري (باللاتينية: Pallenis maritima) في المغرب العربي وغرب المتوسط
- الزباد البرقاوي (باللاتينية: Pallenis cyrenaica) في المغرب العربي
- الزباد الذهبي (باللاتينية: Pallenis aurea) في المغرب العربي وغرب المتوسط
- الزباد الرمحي (باللاتينية: Pallenis cuspidata) في المغرب العربي
- الزباد الريحاوي (باللاتينية: Pallenis hierichuntica) في بلاد الشام ومصر والمغرب العربي
- الزباد الشائك (باللاتينية: Pallenis spinosa) في بلاد الشام ومصر والمغرب العربي وحوض المتوسط وحوض البحر الأسود والقوقاز
- الزباد المغربي (باللاتينية: Pallenis teknensis) في المغرب العربي